# 長野県松本県ヶ丘高等学校
長野県松本県ケ丘高等学校（ながのけん まつもとあがたがおかこうとうがっこう）は、長野県松本市県二丁目にある公立高等学校。

## 概要
1923年（大正12年）4月17日 長野県松本第二中学校として開校される。1948年（昭和23年）4月1日 学制改革により、長野県松本第二中学校が長野県松本県ヶ丘高等学校に改称された。校名の県ヶ丘（あがたがおか）は、所在地である県（あがた）に由来している。1994年（平成6年）4月1日 英語科（1学級 定員40名）が設置され、普通科（7学級 定員280名）とともに2学科体制となる。
卒業生数は、創立90余年、旧制中学と新制高校とを合わせ2万7千名を越える。
通称は「縣陵（けんりょう）」。文化祭は「縣陵祭」と称する。
特色
本校の特色の一つとして、母校「愛のリレー」があげられる。母校愛のリレーは、高校卒業三十周年を記念して、母校に図書券・施設整備等を寄贈し、併せて当該年次の同窓生による記念講演等を行なう事業である。1980年（昭和55年）にスタートしたもので、当時、長野県議会議員だった高校二回卒（県二会）の有賀正（前同窓会長・第12代松本市長）発案 によるものである。新制高校の卒業生から毎年、リレーして行こうと言う発想で、以来、途絶えることなく毎年行われている。
1980年（昭和55年）の第1回「母校愛のリレー」では、東大名誉教授の山田尚勇が「情報科学からみた教育の未来像」と題して講演会を行った。2013年（平成25年）創立90周年の第35回では、映画監督の山崎貴が「私たちの見た夕日、君たちと見たい夕日」と題してトークショーを行っている。

### 校章

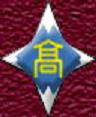
松本県ヶ丘高校校章

デザインは、旧職員井口良一によるもので、四つの頂点は、白雪を戴く峻烈な北アルプスや美ヶ原の連山をかたどる。1923年（大正13年）開校の年に制定された。現在の校章は1948年（昭和23年）に改訂されたものである。

### 校歌・応援歌
- 校歌「若き我等」[8] - 作詞：高野辰之、作曲：信時潔

- 覇権の剣 - （1965(昭和40)年頃製作。作者不詳。）
- 縣陵祭記念歌
- ラララ
- 我等選手
- 起て健男児
- 健男児
- 勝利の叫び
- 信濃健児
- 朝に仰ぐ
- 天下の縣陵
- 燃ゆる制覇

応援練習は、例年、入学して2週間目火曜日〜金曜日の４日間に実施される。入学してから最初の一週間は各クラスで朝（１時限前の30分ほど）応援練習の基本動作の練習が行われ、新入生の各クラスから1〜2人の応援委員が選出されて、一定期間の朝練習の後に放課後の新入生全体練習が校庭で行われる。
小説家の小嶋陽太郎は、同窓会報の中で「非二十一世紀的伝統」と題し、伝統の応援練習についてこう記している。
「（前略）そして、その意味不明なオリエンテーションから数日後、地獄の応援練習を経て僕はようやく一人前の県陵生として認められたのでした。
この二十一世紀の世にあって、これほど非二十一世紀的な伝統が残っている高校、ほかにはなかなかないのではないでしょうか」。

## 教育目標・遺勲
縣陵三大精神
「質実剛健であれ 大道を闊歩せよ 弱音を吐くな」

開校当時の初代校長小松武平 (1877 - 1930)による。小松武平先生は、旧制上田中学校（現長野県上田高等学校）の第2代校長、旧制諏訪中学校（現長野県諏訪清陵高等学校）の第5代校長を経て、松本第二中学校（現松本県ヶ丘高等学校）の初代校長として赴任された。文字通り新しい学校つくりを目指しながらも現職のまま亡くなられ、この「縣陵三大精神」を遺勲として遺している。
「縣陵三大精神」は、縣陵出身者であれば、誰でも唱えることのできるものとして今も脈々と受け継がれている。
1933年（昭和8年）12月22日、松本第二中創立十周年記念事業の一つとして、「小松先生碑」（西田幾多郎書）が除幕された。現在、県ヶ丘高校本館前庭に立っている。
1991年（平成3年）11月30日、生徒通用門正面に「三大精神」の碑（西川久壽男書）が建立され、旧制松本二中21回、高校1回卒業生らの手により除幕式が行われた。

## 沿革

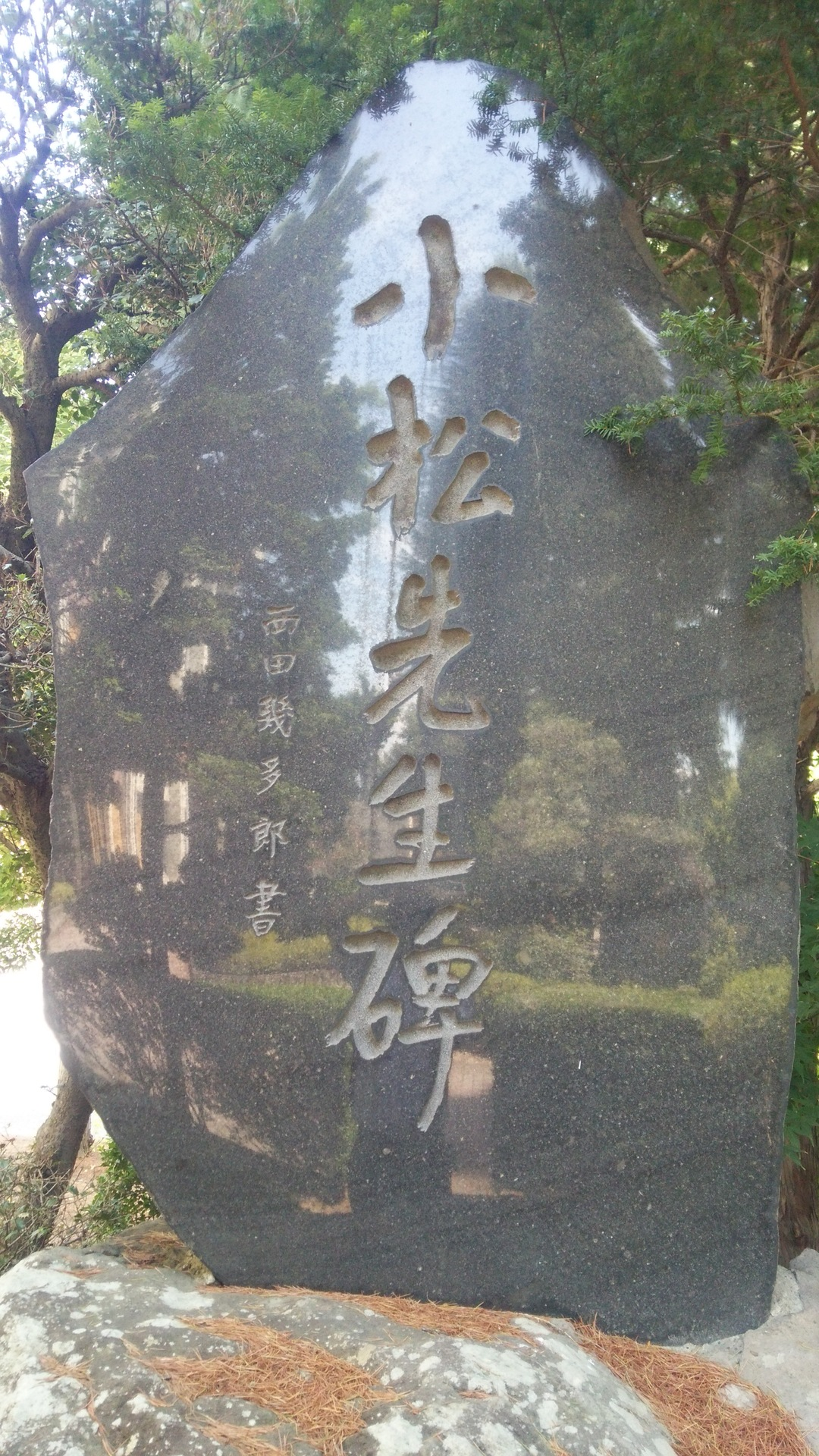
長野県松本県ヶ丘高等学校 初代校長 小松先生碑（西田幾多郎書）

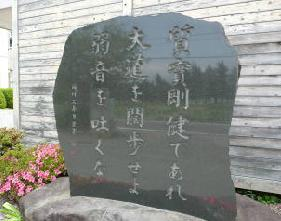
縣陵三大精神

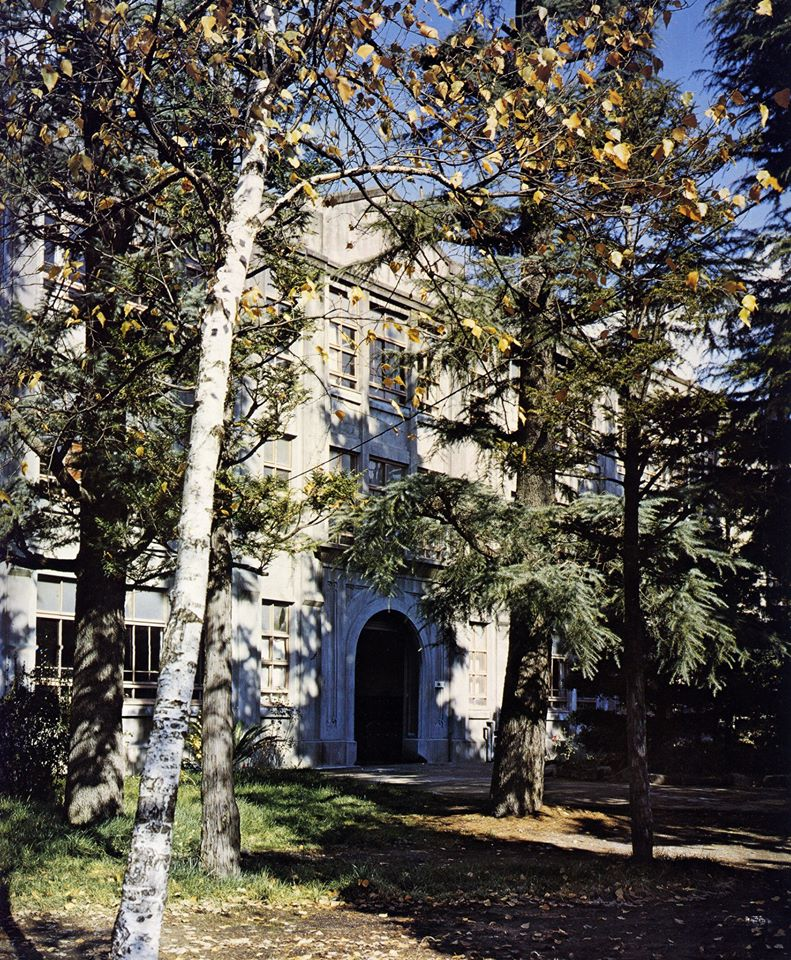
松本県ヶ丘高校旧本館

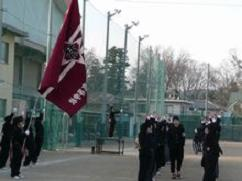
伝統の縣陵応援練習風景

- 1923年4月17日 - 長野県松本第二中学校として開校。初代校長小松武平
- 1925年4月 - 校訓「三大精神」作られ、松本二中の教育方針となる
- 1929年4月5日 - 校歌「若き我等」制定
- 1933年9月26日 - 柔道部、全国中等学校柔道大会でベスト4
- 1948年
  - 3月15日 - 長野県第二中学校通信教育部を設置
  - 4月1日 - 学制改革により、長野県松本第二中学校が長野県松本県ヶ丘高等学校に、長野県第二中学校通信教育部が長野県松本県ヶ丘高等学校通信教育部になる
- 1950年
  - 8月24日 - 文化祭を「県陵祭」と改称
  - 10月15日 - 中日新聞社主催全国新聞コンクールで第2位
- 1951年10月 - 朝日新聞社主催全国新聞コンクールで第3位
- 1954年5月4日 - 第1回強歩大会実施（学校〜波田小学校24km）
- 1962年4月1日 - 長野県松本県ヶ丘高校通信教育部が長野県松本県ケ丘高等学校通信制課程に改称
- 1963年1月 - サッカー部、全国高等学校サッカー選手権でベスト8
- 1967年 - 制帽の着用自由化承認。
- 1966年1月 - サッカー部、全国高等学校総合体育大会で第3位
- 1968年8月 - バスケットボール部、全国高等学校総合体育大会でベスト8
- 1970年
  - 生徒会にて制服自由化承認。
  - 3月31日 - 長野県松本県ケ丘高等学校通信制課程を長野県松本筑摩高等学校に移管
  - 10月 - バスケットボール部、国民体育大会でベスト8
- 1974年11月30日 - 深沢いさ子、全日本学生音楽コンクール「バイオリン」部門優勝
- 1976年1月 - サッカー部、第55回全国高等学校サッカー選手権大会でベスト8
- 1982年8月 - 陸上部清水美輝、全国総合体育大会において100mハードルで第1位
- 1987年12月 - プレハブ校舎竣工、一部クラスのホームルーム教室として使われる
- 1990年1月 - サッカー部、第68回全国高等学校サッカー選手権大会に13年ぶり8度目の出場
- 1994年4月1日 - 英語科（1学級、定員40名）を設置
- 2003年10月11日 - 創立80周年記念式典挙行
- 2007年8月 - 山岳部、全国高等学校総合体育大会登山大会で6位入賞
- 2011年12月 - インターナショナル部、全国高校生英語ディベート大会出場
- 2013年
  - 4月20日 - 開校記念式典、卒業30周年記念母校「愛のリレー」開催
  - 7月13日 - 創立90周年記念式典挙行
  - 8月6日 - 山岳部、全国高等学校総合体育大会登山大会で準優勝
  - 12月 - インターナショナル部、全国高校生英語ディベート大会でベストサポーター賞を受賞
- 2014年12月 - インターナショナル部、全国高校生英語ディベート大会で駿河国賞を受賞
- 2018年4月 - 探究科（定員80名）を設置
- 2021年8月 - 演劇部、全国高等学校総合文化祭演劇部門 優良賞、舞台美術賞

旧制松本二中生美ヶ原遭難事故と小松武平校長
1929年（昭和4年）に旧制松本二中生美ヶ原遭難事故が発生する。
学校行事である美ヶ原登山において生徒2名が遭難死した事故である。この登山では、本校からアクセスしやすい山城牧場から登り山城牧場へ戻る、というルートが計画されていた。だが、遭難した2人の生徒は美ヶ原山頂付近で他の生徒や教員と別れ、自宅のある浅間方面へ直接下る道へ入った。美ヶ原は小学生でも登山可能な山だが、時折目の前5m程しか見えなくなる激しい濃霧が発生することで有名だった。
2人はこの濃霧に巻かれ、道を見失う。夜になっても2人が戻らないことを心配した家族が学校に連絡、学校に救助本部がおかれるとともに、長野県警による捜索が開始された。しかしながら、数日後に武石峠近くの暗闇沢（現在の三才山トンネル付近）で2人の遺体が発見される。
この事故で、2人に引率教諭もつけずに単独行動を許した当時の教諭の責任が追及された。本校初代校長であり、当時校長の職にあった小松武平もバッシングを受け、そのストレスから体調を崩し、事故の翌年1930年（昭和5年）9月に没する。
美ヶ原にはこの2人の遭難慰霊碑がある。有名な登山家田部重治の登山記録には、この事故について「今や此所にこの指導標を見て、遭難の光景まざまざと眼前にあらわれるかの如き感を抱いた。」と書き残している。
旧制松本第二中学の第一期生でもある元東京地裁判事の樋口和博は、「小松先生は学校の行事の美ヶ原登山で教え子が遭難したとき、吾が子を失った以上の哀惜と責任を感じて病気になり、その生徒達の名前を呼びながら亡くなられた。」とエッセイ『峠の落とし文』の中で記している。

## 学校行事

### 縣陵祭
1950年（昭和25年）に、それまでの文化祭を「縣陵祭」と改称。この年の6月17日、18日の両日、演劇部、白虹会（美術部）、音楽部の文化総部員を始め、縣陵全校生徒有志たちがキャスト、スタッフを務めた「破戒」（島崎藤村原作、村山知義脚色）の舞台公演が行われた。2日間計4回の公演で松本市民延べ5300人が鑑賞した。
以来、毎年6月第3週の金曜日から月曜日の4日間にわたり、主に文化系クラブやクラス発表など生徒会最大行事として開催されている。

### 強歩大会
全校マラソン大会として1935年（昭和10年）に始まる。1939年（昭和14年）には、剛健競歩大会として16キロを走る。翌年には28キロとなる。戦時中の1943年（昭和18年）に一時休止となったが、1954年（昭和29年）5月4日、第1回強歩大会として実施（学校～波田小学校間24キロ）され今日に至る。
現在は毎年10月に開催され、男女ともに19.9キロとなっている。

### スクールカラー
スクールカラーは臙脂色（えんじ色）である。本校の運動系クラブユニフォームや学校行事など、様々な場面で使われる。

## クラブ活動
運動系クラブ
- サッカー部
- 男女バレーボール部
- 男女バスケットボール部
- 男女テニス部
- 男女ソフトテニス部

- バドミントン部
- 卓球部
- 野球部
- 剣道部
- 陸上部

- 水泳部
- 山岳部
- 空手部
- 弓道部

文化系クラブ
- 吹奏楽部
- 音楽部
- 軽音部
- 演劇部
- 白虹会（はっこうかい：美術部）

- 新聞部
- 写真部
- 物理化学部
- 地学部
- 生物部

- 家庭科部
- ダンス部
- インターナショナル（英語）部
- 世界幻想文化（文芸）部
- 茶道部

- 書道部
- 棋道部(2024年度に廃止)
- 漫画部

- 地球（そら）の会（ボランティア）
- デジタルアート同好会
- 歌留多同好会
- 華道同好会
- 縣陵政経研究会
- 縣陵映像研究会

生徒クラブ加入率
平成28年現在、運動系クラブ56.1%、文科系クラブ45.4%、生徒クラブ加入率は101.5%となっている。
同好会の新規結成
同好会の結成については、生徒手帳に明記されているものの、近年は結成が認められないケースもある。縣陵映像研究会などは学校の都合により承認されていないため、自主組織として活動を続けている。
サッカー部と初代校長小松武平
1923年（大正12年）学校創立とともに創部されたサッカー部は、初代校長小松武平がサッカーを校技として採用し、入学者全員にサッカー靴の購入を義務づけ、さらに初代監督に東京高等師範学校主将だった松本寛次（広島一中・現広島県立広島国泰寺高等学校で野津謙を指導）を教頭として招聘するほどサッカー熱が高かった。しかし、全国大会に出場するようになったのは戦後からである。1955年（昭和30年）国体初出場、1962年（昭和37年）全国高等学校サッカー選手権初出場、1963年（昭和38年）サッカー選手権ではベスト8、1966年（昭和41年）インターハイでは3位と1960年代前半が言わば黄金時代だった。
その後、1976年（昭和51年）に第55回全国高等学校サッカー選手権大会で二回目のベスト8進出を果たした。1990年（平成2年）第68回全国高等学校サッカー選手権大会では13年ぶり8回目の出場を果たしている。
バスケットボール部
1968年（昭和43年）全国高等学校総合体育大会でベスト8、1970年（昭和45年）国民体育大会ベスト8などの好成績を残しており、この時代、前述のサッカー部と共に運動系クラブの代表格であった。
山岳部
2007年（平成19年）全国高等学校総合体育大会登山大会で6位入賞、2013年（平成25年）全国高等学校総合体育大会登山大会で準優勝するなど近年好成績をおさめている。
縣陵政経研究会
2024年度には、生徒2名がエコノミクス甲子園長野県予選に出場し優勝の成績を収め、全国大会への出場を決めた。なお、同研究会は同好会としての正式な承認は得られていない。

## 学校施設
1973年（昭和48年）に発生した火災により木造の北校舎以下7棟を消失した事を契機に校舎・施設等の鉄筋コンクリート化が進み、順次施設の拡充がなされている。火災後の一時期、1973年（昭和48年）4月から1974年（昭和49年）3月の1年間、旧信州大学人文学部校舎（現・あがたの森文化会館）を借用して平常授業が行われた経緯がある。
現在の施設概要は以下の通りである。
校地
- 校地 43,657 m2
- 校舎敷地 18,638 m2
- 第 1グラウンド 11,083 m2
- 第 2グラウンド 13,936 m2

校舎等
- 敷地面積(延) 11,744.98 m2

- 第 1棟 管理混合教室棟 (鉄筋 4階建 )： 普通教室 (8)、特別教室 (3)、図書館、職員室、放送室、会議室、事務室、校長室
- 第 2棟 普通教室棟 (鉄筋 3階建 )： 普通教室 (12)、特別教室 (2)、職員室、保健室
- 第 3棟 特別教室棟 (鉄筋 3階建 )： 特別室 (6)、職員室、休養室
- 第 4棟 普通教室棟 (鉄筋 2階建 )： 普通教室 (4)、クラブ練習室
- 第 5棟 家庭科教室棟 (鉄筋 2階建 )： 特別教室 (2)、職員室 更衣室
- 第 6棟 音楽教室棟 (鉄筋 1階建 )： 特別教室 (1)、レッスン室、準備室、器具室
- 大体育館 大体育館 (鉄筋 2階建 )： 1階 アリーナ、ステージ、職員室、更衣室、器具庫  2階 トレーニングルーム
- 小体育館 (鉄筋 2階建 )： 1階 格技室  2階 体育館

## 歴代校長
| 歴代     | 氏名        | 在職期間                  |
| -------- | ----------- | ------------------------- |
| 初代     | 小松 武平   | 大正12年1月～昭和5年9月   |
| 二代     | 土屋 弼太郎 | 昭和5年10月～昭和6年7月   |
| 三代     | 甲田 作衛   | 昭和6年7月～昭和10年9月   |
| 四代     | 佐藤 貞治   | 昭和10年9月～昭和12年3月  |
| 五代     | 潮田 正次   | 昭和12年3月～昭和15年3月  |
| 六代     | 丸山 亀之助 | 昭和15年3月～昭和18年7月  |
| 七代     | 浜本 勝治郎 | 昭和18年9月～昭和20年12月 |
| 八代     | 淡中 益郎   | 昭和20年6月～昭和22年3月  |
| 九代     | 羽生 功     | 昭和22年7月～昭和24年6月  |
| 十代     | 山田 実     | 昭和24年12月～昭和27年3月 |
| 十一代   | 平林 圭介   | 昭和27年3月～昭和34年3月  |
| 十二代   | 清水 次郎   | 昭和34年3月～昭和37年3月  |
| 十三代   | 高見沢 庄七 | 昭和37年3月～昭和39年3月  |
| 十四代   | 宮下 清計   | 昭和39年4月～昭和41年3月  |
| 十五代   | 山田 石男   | 昭和41年4月～昭和46年3月  |
| 十六代   | 生島 三男   | 昭和46年4月～昭和48年5月  |
| 十七代   | 栗田 寛     | 昭和48年5月～昭和51年3月  |
| 十八代   | 上條 勲     | 昭和51年4月～昭和53年3月  |
| 十九代   | 藤森 慎     | 昭和53年4月～昭和57年3月  |
| 二十代   | 市村 順太郎 | 昭和57年4月～昭和59年3月  |
| 二十一代 | 安江 昭祐   | 昭和59年4月～昭和63年3月  |
| 二十二代 | 小林 栄一   | 昭和63年4月～平成3年3月   |
| 二十三代 | 中村 節好   | 平成3年4月～平成5年3月    |
| 二十四代 | 佐藤 彦雄   | 平成5年4月～平成7年3月    |
| 二十五代 | 腰原 哲朗   | 平成7年4月～平成9年3月    |
| 二十六代 | 太田 喜幸   | 平成9年4月～平成13年3月   |
| 二十七代 | 青山 誠     | 平成13年4月～平成16年3月  |
| 二十八代 | 京田 伸吾   | 平成16年4月～平成19年3月  |
| 二十九代 | 青柳 淳     | 平成19年4月～平成21年3月  |
| 三十代   | 諏訪 繁範   | 平成21年4月～平成23年3月  |
| 三十一代 | 野村 貫之   | 平成23年4月～平成25年3月  |
| 三十二代 | 西牧 守     | 平成25年4月～平成27年3月  |
| 三十三代 | 永原 経明   | 平成27年4月～平成30年3月  |
| 三十四代 | 杉村 修一   | 平成30年4月～令和4年3月   |
| 三十五代 | 金井 繁昭   | 令和4年4月～              |

## 進学実績

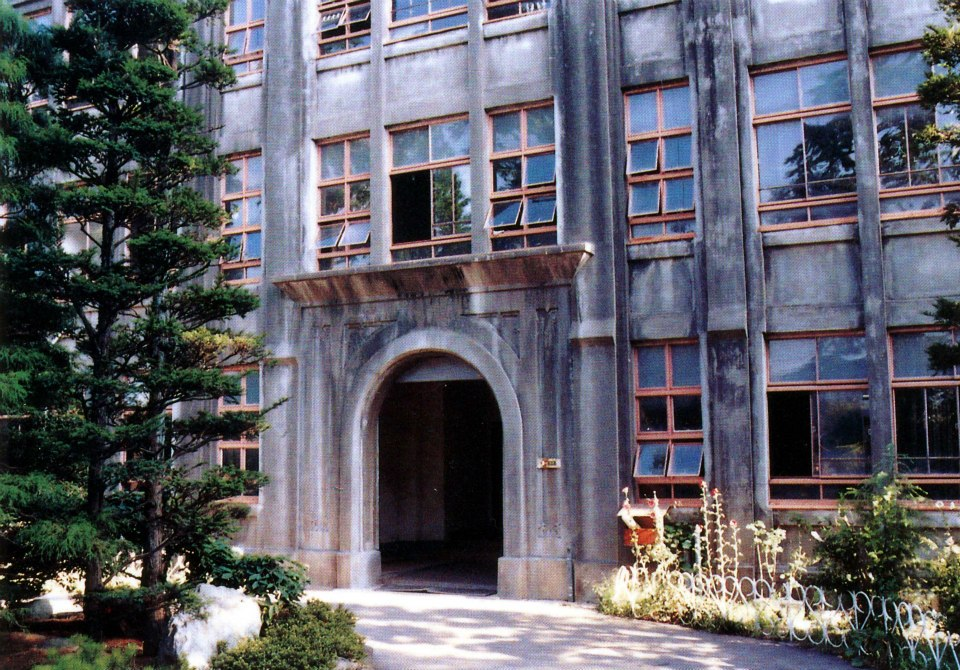
旧制松本第二中学・松本県ヶ丘高校旧本館 正面玄関

2022年、国公立大学に177名が合格している。そのうち、地元の信州大学が50名を占めている。北海道大学、東北大学、名古屋大学、大阪大学などの旧帝大へほぼ毎年合格者を出しており、東京大学、京都大学の難関大学への合格者もいる。
私立大学へは毎年、早稲田大学、慶應義塾大学、上智大学、中央大学、明治大学、立教大学、法政大学や、関西圏の関西大学、関西学院大学、同志社大学、立命館大学など、いわゆるMARCHや関関同立などへ合わせて150名前後の合格者（延数）を出している。2013年度182名、2014年度176名、2015年度は102名が合格している。
旧制松本第二中学から新制松本県ヶ丘高校に変わって間もない1950年（昭和25年）当時は、東京大学4名、北海道大学3名、東京工業大学1名のほか国公立大学へ99名が進学している。その内、信州大学へは62名が進学しており、当時から国公立大学合格者に占める信州大学の割合が高い。

## 著名な出身者
法曹・官僚
- 樋口和博 - 元裁判官・弁護士、「東京滝川事件記念会」元世話人（旧制二中1回、京大卒）[32]
- 石川元也 - 弁護士（石川元也法律事務所）（旧制二中21回、東大卒）
- 奥原唯弘 - 憲法学者、弁護士（旧制二中19回、早大卒）
- 藤牧直 - 拓務省元南洋庁ヤップ支庁長、郵政省元監察局長（旧制二中2回、京大卒）
- 原徳安 - 自治省、消防庁、元大阪府総務部長（旭日小綬章）受賞（旧制二中22回、東大卒）[33]
- 早川章 - 運輸省元地域交通局長、元東京空港交通会長（高校4回、一橋大学卒）
- 山崎哲夫 - 法務省元東京入国管理局長（高校8回、早大卒）

政治・経済
- 小路明善 - アサヒグループホールディングス社長（2016年3月社長兼COOに就任）[34]、日本経団連副会長（高校22回、青山学院大学卒）
- 有賀正 - 第12代松本市長（1992年 - 2004年）、前松本広域連合長（初代）、元長野県議会議員（民社党公認）[33]。
- 降旗憲二郎 - 三菱銀行元代表取締役常務（旧制二中1回、慶大卒）
- 井口健一郎 - 太陽神戸銀行元常務、ジェーシービー元専務取締役（旧制二中21回、東大卒）
- 白澤正二 - 茨城放送元代表取締役社長（旧制二中3回、京大卒）
- 米窪健一朗 - 塩尻市副市長（2010年 - 2022年）

学者
- 滝澤行雄 - 秋田大学医学部名誉教授（高校3回、新潟大卒）
- 草間俊一 - 岩手大学名誉教授、盛岡短期大学元学長（旧制二中6回、京大卒）
- 二村忠元 - 東北大学工学部名誉教授（電気音響工学）（旧制二中7回、京大卒）
- 仙石正和 - 新潟大学名誉教授、元副学長、事業創造大学院大学学長（高校15回、新潟大卒）
- 宮坂道夫 - 新潟大学医学部保健学科教授（生命倫理、医療倫理）（高校35回、東大医学部大学院卒）
- 田口喜一郎 - 信州大学医学部名誉教授（耳鼻咽喉科学）（高校4回、信大卒）
- 須澤通 - 信州大学人文学部名誉教授（高校15回、信大卒）
- 佐倉直男 - 信州大学理学部名誉教授（旧制二中1回、東北大卒）
- 松沢盛茂 - 信州大学名誉教授（旧制二中2回、京大卒）
- 嶋崎昭典 - 信州大学繊維学部名誉教授(旧制二中19回、信大卒)
- 野村俊明 - 信州大学名誉教授（高校8回、信大卒）
- 山田喜紹 - 信州大学医療技術短期大学部名誉教授（高校2回、信大卒）[33]
- 竹内幸江 - 長野県看護大学看護学部准教授（高校34回、千葉大]卒）
- 千野武廣 - 松本歯科大学名誉教授（高校2回、大阪大学、九州大学大学院卒）[33]
- 野村哲 - 群馬大学名誉教授、理学博士（高校6回、東教大卒）
- 吉江信夫 - 筑波大学医学部名誉教授（臨床医学）（高校2回、信大卒）[33]
- 保刈恒雄 - 千葉大学医学部名誉教授（高校2回、信大卒）
- 花村治郎 - 千葉大学法経学部名誉教授（高校3回、東北大卒）
- 山内俊雄 - 埼玉医科大学名誉学長（高校7回、北大卒）
- 神澤康夫 - 東京医科歯科大学名誉教授、北海道医療大学元歯学部長（旧制二中3回、東工大卒）
- 百瀬和夫 - 東京大学医学部助教授、東邦大学医学部教授（産婦人科）を歴任。医学博士（旧制二中19回、東大卒）
- 山田尚勇 - 東京大学理学部名誉教授。米国ペンシルベニア大学電気工学部準教授、東京大学理学部教授を歴任（旧制二中22回、東大卒）
- 望月公子（もちづき こうし） - 東京大学農学部名誉教授、元農学部長（獣医学）。元日本大学教授（旧制二中16回、東大卒）
- 降旗一夫 - 東京大学大学院農学生命科学研究科助教授（高校20回、東京都立大学 (1949-2011)卒）
- 旭興正 - 北里大学獣医学部教授（旧制二中3回、東大卒）
- 高田久寿 - 大正大学名誉教授（旧制二中4回、大阪外大卒）
- 小松敏明 - 東京芸術大学名誉教授（高校5回、東京芸大卒）
- 田中美郷 - 帝京大学医学部名誉教授（高校3回、信大卒）
- 野口元大 - 上智大学名誉教授、国文学者。熊本大学助教授、茨城大学教授を歴任。（旧制二中20回、東大卒）
- 宮城弘 - 日本大学名誉教授、世界発の潮流発電（850ｗ）に成功した（旧制二中14回、日大卒）
- 千村洋一郎 - 東京女子体育大学名誉教授（高校2回、東大卒）[33]
- 山本尚志 - 湘南工科大学名誉教授（高校4回、東大卒）
- 春日敏夫 - 金沢大学名誉教授、医学博士。1984年瀬木賞(日本放射線技術学会)受賞（高校9回、信大卒）
- 與曽井章平 - 愛知教育大学名誉教授、元信州大学医療技術短期大学部教授（旧制二中4回、東大卒）
- 中藤淳 - 愛知県立大学教育福祉学部教授（高校25回、名大大学院卒）
- 野口昌巳 - 京都大学名誉教授（高校1回、京大卒）
- 小平修 - 京都産業大学教授（高校4回、早大卒）
- 樋口秀雄 - 同志社大学文学部名誉教授、聖徳大学教授、アーモスト大学日本代表[33]（高校2回、同大卒）
- 玉村和彦 - 同志社大学商学部名誉教授（高校11回、同大卒）
- 汲田克夫 - 大阪教育大学名誉教授（旧制二中22回、東大卒）[33]
- 保尊隆享 - 大阪市立大学大学院教授（生体機能生物学）理学部長。研究テーマ「微小重力環境における高等植物の成長調節機構」が、向井千秋氏のスペースシャトル・ディスカバリー号宇宙実験STS-95ミッションによって行われた（高校25回、東北大卒）
- 巣山靖司 - 大阪外国語大学名誉教授（高校7回、名大卒）
- 細川磐 - 大阪体育大学名誉教授（高校2回、東京教育大学卒）
- 奥原唯弘 - 近畿大学教授、憲法学者（旧制二中19回、早大卒）
- 斉田好男 - 神戸大学名誉教授、指揮者（高校18回、武蔵野音楽大学卒）
- 松本弘明 - 福井大学名誉教授（旧制二中17回、京大卒）
- 近藤正三 - 島根大学名誉教授、岡山商科大学名誉教授（旧制二中14回、京大卒）

医療
- 横内寿八郎 - 国立東名古屋病院元院長（旧制二中6回、九州大学卒）
- 青木範充 - 旧国立東信病院元院長（高校6回、信大卒）
- 千野武廣 - 松本歯科大学付属病院元院長（大阪大学、九州大学大学院卒）[33]
- 石曽根新八 - 長野県立こども病院元院長（高校16回、信大卒）
- 正司政夫 - 石川県珠洲市総合病院元院長（高校14回、金沢大学卒）
- 小松永二 - 西横浜国際総合病院院長（高校30回、産業医科大学卒）

文化・芸能
- 山崎貴 - 映画監督（『ALWAYS 三丁目の夕日』シリーズ、『永遠の0』など）
- 上條恒彦 - 歌手（代表曲に『出発の歌（たびだちのうた）』、『だれかが風の中で』など）、俳優、声優（宮﨑駿監督作品に多数参加）
- 松本礼児 - 作詞家、本名、今福正。1988年、「乱れ花」で第21回日本作詩大賞の優秀作品賞を受賞。
- 宮澤利昭 - 画家、イラストレーター、テレビ美術家。
- 芳井一味 - 漫画家、1980年代を中心に不条理4コマ作品を出している。
- 堀六平 - シンガーソングライター、番組制作、フォークグループわさびーず主宰
- 柳家圭花 - 落語家、柳家花緑門下の二ツ目、落語協会所属。
- 和泉家志ん治 - 落語家、タレント。フジテレビCM大賞受賞。
- 手仕事屋きち兵衛 - シンガーソングライター、仏師、木彫師、エッセイスト。本名、伊東重喜。
- 大家仁志 - 劇団青年座俳優、TV出演（相棒、龍馬伝、サラリーマン金太郎、地方記者・立花陽介など）
- 稲葉美和子 - ソプラノ歌手。
- 岡田秀春 - 音楽プロデューサー、作曲家、芸能事務所社長（ピュアハーツ、トレジャーハート）、NPO法人音楽で日本の笑顔を 理事長
- 田村玄 - 声楽家。テノールソリストとして渡欧。ドレスデン国立歌劇場、ライプツィヒゲバントハウスホール、ウイーン協会ホールで公演。
- 深沢いさ子 - ヴァイオリニスト。スズキ・メソードテン・チルドレンメンバー。
- 百瀬賢午 - ギターリスト、作曲家[35]。花宴（はなのえん）[36]などの作曲で知られる。
- 上條昭太郎 - エッセイスト、フードファイター、東京都内で異色の屋台を経営する実業家[37][38][39]。
- 由良瑞希 - モデル、グラビアアイドル。FX Girlsのメンバー。
- 生田佳那 - 女優、美人過ぎるタクシードライバーとして、テレビドラマ等で活躍中。TV出演（マジすか学園5、ニノさん、マサカメTVなど）
- 小林聡里 - THE NAMPA BOYSのボーカル・ギター。2008年、第1回「閃光ライオット」出場。2012年、ファーストシングル「プランジ」でメジャーデビュー[40]。
- 小嶋陽太郎 - 小説家。2014年、『気障でけっこうです』（角川書店）で第16回ボイルドエッグズ新人賞を受賞し作家デビュー[41]。
- 中野霞 - 歌人。2019年、『拡張子になる』で第62回短歌研究新人賞を受賞。

マスコミ
- 小西昭之 - 毎日新聞英国特派員、北米総局長、外信部部長を歴任。（著書に「大英帝国は二度死ぬか」など）（高校3回、東大卒）
- 二村伸 - NHKアジア総局長（バンコク）、ベルリン支局長を経て、現在、NHK解説委員。NHK海外ネットワークキャスター。
- 国田昌子 - 徳間書店編集課長、プロデューサー。（三浦しをん、森村誠一などの書籍を担当）
- 那須重信 - 信越放送エグゼグティブアナウンサー、元アナウンス部部長。現在、NHK松本文化センター講師。
- 山岡秀喜 - 長野朝日放送アナウンサー
- 続木美香 - 元北海道文化放送アナウンサー
- 山口亜紀 - フリーアナウンサー
- 小穴薫 - フリーアナウンサー
- 小松千絵 - 元山陽放送→現山梨放送アナウンサー

スポーツ
- 下條佳明 - 横浜F・マリノス育成・普及本部兼育成強化部 CPO
- 中山英子 - 日本の女子スケルトンのパイオニア、ソルトレイク、トリノオリンピック出場、信濃毎日新聞記者
- 青木昴 - プロ野球審判員

## 交通アクセス
- JR東日本篠ノ井線・大糸線、アルピコ交通上高地線（通称・松本電鉄）：松本駅より徒歩20分程度。
- 正門付近のストリートビュー

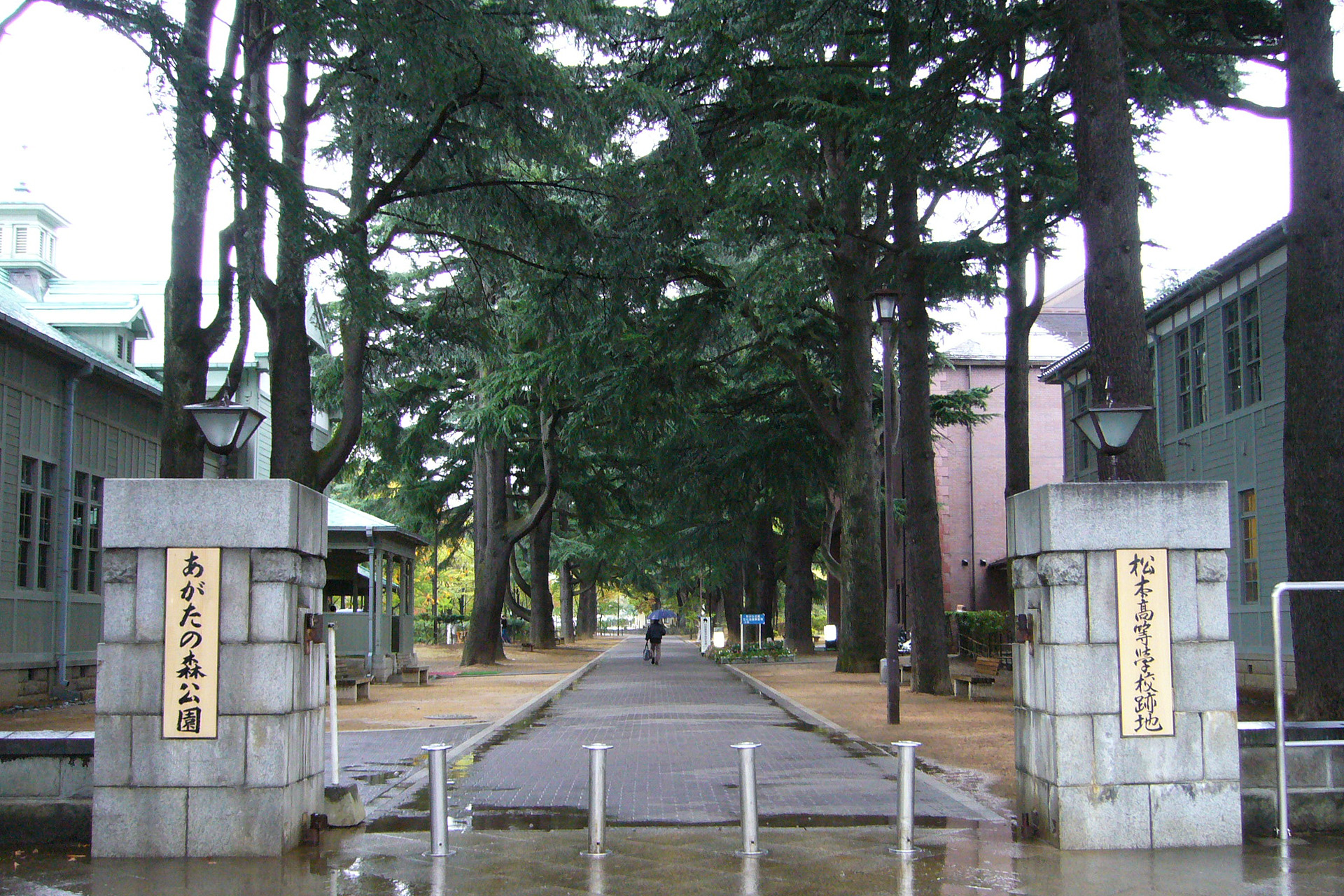
あがたの森公園
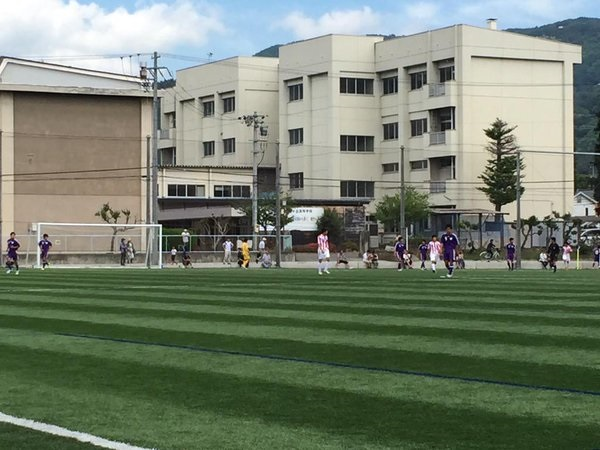
あがたの森運動公園から見た松本県ヶ丘高校

## 参考・関連書籍
- 『長野県松本県ケ丘高等学校五十年史』 - 長野県松本県ケ丘高等学校五十年史編集委員会／編(1979.3)
- 『昭和55年度会員録 長野県松本県ヶ丘高等学校同窓会』 - 社団法人 長野県松本県ヶ丘高等学校同窓会／編(1980.2)
- 『県陵の歩み 長野県松本第二中学校・長野県松本県ヶ丘高等学校 創立八十周年』 - 県陵の歩み編集委員会／編(2003.10)
- 『松本県ケ丘高等学校サッカー部60年のあゆみ』 - 松本県ケ丘高等学校サッカー部60年のあゆみ編纂委員会／編(1985.6)
- 『松本県ヶ丘高等学校サッカー部のあゆみ. 2集』 - 松本県ヶ丘高等学校サッカー部のあゆみ2集編集委員会／編(2000.4)
- 『縣陵野球部の歴史』 - 野球部OB会／編(2014.11)
- 『長野県松本県ヶ丘高等学校同窓会名簿（卒1928年〜2009年）』 - 高校同窓会名簿:A20173B／編(2010)